# Condado de McCurtain
O Condado de McCurtain é um dos 77 condados do estado norte-americano do Oklahoma. A sede do condado é Idabel, que também é a maior cidade.
A área do condado é de 4797 km² (dos quais 127 km² são cobertos por água), uma população de 34 402 habitantes e uma densidade populacional de 7 hab/km².

## Condados adjacentes
- Condado de Le Flore (norte)
- Condado de Polk, Arkansas (nordeste)
- Condado de Sevier, Arkansas (leste)
- Condado de Little River, Arkansas (sudeste)
- Condado de Bowie, Texas (sul)
- Condado de Red River, Texas (sudoeste)
- Condado de Choctaw (oeste)
- Condado de Pushmataha (noroeste)

## Cidades e vilas
- Battiest
- Broken Bow
- Eagletown
- Garvin
- Haworth
- Idabel
- Millerton
- Pickens
- Smithville
- Tom
- Valliant
- Watson
- Wright City